# Nữ hoàng Sắc đẹp Toàn cầu
Nữ hoàng Sắc đẹp Toàn cầu (tiếng Anh: Miss Global Beauty Queen) là cuộc thi sắc đẹp với hơn 70 quốc gia tham dự.
Cuộc thi nhằm ca ngợi vẻ đẹp, lòng nhân ái và khẳng định sức mạnh của phụ nữ trong xã hội hiện đại.

## Lịch sử hình thành

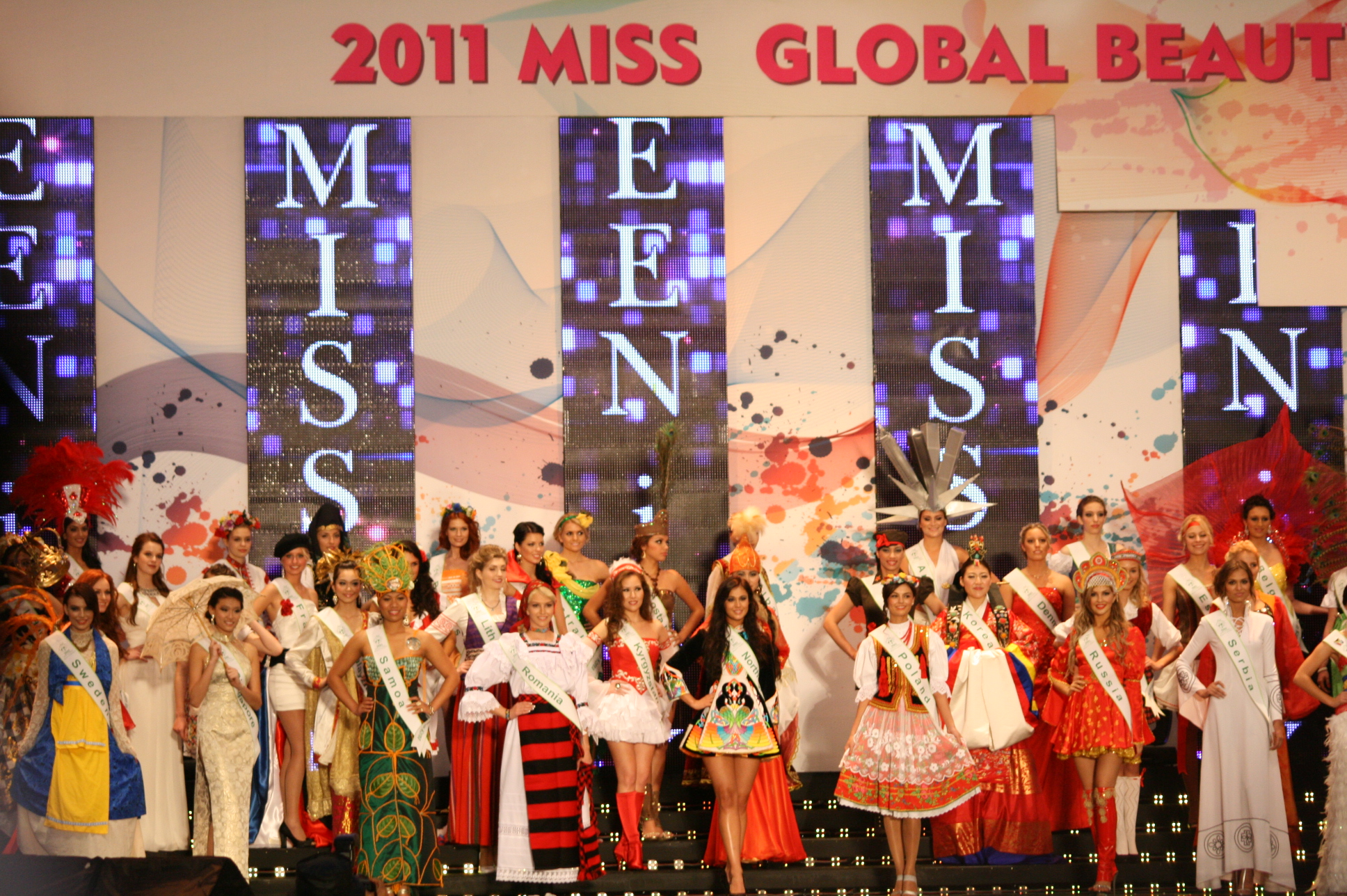
Các thí sinh tham gia cuộc thi Nữ hoàng Sắc đẹp Quốc tế 2011.

Từ năm 2005 đến 2009, cuộc thi được tổ chức không bị gián đoạn. Nhưng sau một thời gian ngắn bị đình trệ và được tổ chức trở lại vào năm 2011 và tiếp tục đình trệ cho đến 2015 thì cuộc thi được tổ chức trở lại.
Cuộc thi được nữ doanh nhân Leticia Wheeler tổ chức vào năm 1998, vào năm 2005, Alex Liu đã mua lại và tiếp tục tổ chức. Năm 2011, Alex đã chuyển nhượng quyền tại Hàn Quốc cho cựu người đứng đầu cuộc thi, Leticia Bulotano Wheeler.

## Danh sách các Hoa hậu
| Năm  | Người chiến thắng     | Quốc gia/ vùng lãnh thổ | Quê quán              | Nguồn chú thích | Nơi tổ chức                      |
| 1998 | Catharine Sánchez     | Colombia                | Cali                  | [ 2 ]           | Canada Montreal                  |
| 1999 | Christina Rémond      | Hungary                 | Quebec                | [ 2 ]           | Canada Montreal                  |
| 2000 | Nesia Ngwilizi        | Seychelles              | Victoria              | [ 2 ]           | Canada Montreal                  |
| 2001 | Dagmar Votterri       | Venezuela               | Caracas               | [ 2 ]           | Canada Montreal                  |
| 2002 | Johanna Abinuman      | Philippines             | Cebu                  | [ 2 ]           | Canada Montreal                  |
| 2003 | Ingrid Marie Rivera   | Puerto Rico             | Luquillo              | [ 2 ]           | Canada Montreal                  |
| 2004 | Agatha Loan Lê        | Việt Nam                | Stafford              | [ 2 ]           | Canada Calgary                   |
| 2005 | Joanna Leskiewicz     | Úc                      | Brisbane              |                 | Trung Quốc Trung Sơn, Quảng Đông |
| 2006 | Nahatai Lekbumrung    | Thái Lan                | Băng Cốc              |                 | Trung Quốc Trung Sơn, Quảng Đông |
| 2007 | Yuliya Dragunova      | Nga                     | Tomsk                 |                 | Trung Quốc Ningbo                |
| 2008 | Yuliya "Vick" Krylova | Nga                     | Moscow                |                 | Trung Quốc Ningbo                |
| 2009 | Vũ Thị Hoàng Điệp     | Việt Nam                | Hà Nội                | [ 3 ]           | Trung Quốc Đại Khánh             |
| 2009 | Vasana Wongbuntree    | Thái Lan                | Băng Cốc              |                 | Trung Quốc Đại Khánh             |
| 2011 | Mariana Notarângelo   | Brasil                  | Duque de Caxias       |                 | Hàn Quốc · Seoul                 |
| 2015 | Vethaka Pethsuk       | Thái Lan                | Băng Cốc              |                 | Hàn Quốc · Seoul                 |
| 2016 | Nguyễn Thị Ngọc Duyên | Việt Nam                | Vũng Tàu              | [ 4 ]           | Hàn Quốc · Seoul                 |
| 2017 | Hoàng Thu Thảo        | Việt Nam                | Hải Phòng             | [ 5 ]           | Hàn Quốc · Seoul                 |
| 2018 | Nguyễn Thị Ngọc Thảo  | Việt Nam                | Thành Phố Hồ Chí Minh |                 | Việt Nam                         |
| 2019 | Emma Dudamel          | Venezuela               | Caracas               |                 | Thái Lan - Băng Cốc              |
| 2020 | Jenny Lu              | Brasil                  | Singapore             |                 | Thái Lan - Băng Cốc              |
| 2022 | Lê Thạch Nhi          | Việt Nam                | Thành Phố Hồ Chí Minh |                 | Thái Lan - Băng Cốc              |
| 2023 | TBA                   | TBA                     | TBA                   |                 | Thái Lan - Băng Cốc              |

Chú thích
- Cuộc thi Hoa hậu Vẻ đẹp Quốc tế (Miss International Beauty) được tổ chức cùng thời điểm tổ chức Nữ hoàng Sắc đẹp Toàn cầu 2009.

### Số lần chiến thắng
| Số lần | Quốc gia    | Năm                                |
| 6      | Việt Nam    | 2004, 2009, 2016, 2017, 2018, 2022 |
| 3      | Thái Lan    | 2006, 2009, 2015                   |
| 2      | Brasil      | 2011 , 2020                        |
| 2      | Venezuela   | 2001 , 2019                        |
| 2      | Nga         | 2007, 2008                         |
| 1      | Úc          | 2005                               |
| 1      | Puerto Rico | 2003                               |
| 1      | Philippines | 2002                               |
| 1      | Seychelles  | 2000                               |
| 1      | Hungary     | 1999                               |
| 1      | Colombia    | 1998                               |

## Đại diện Việt Nam
| Năm  | Tên                          | Danh hiệu                        | Quê quán          | Thứ hạng                  | Giải thưởng đặc biệt |
| ---- | ---------------------------- | -------------------------------- | ----------------- | ------------------------- | -------------------- |
| 2004 | Lê Loan Anh (Agatha Lê)      | Không                            | Texas, Hoa Kỳ     | Nữ hoàng Sắc đẹp Toàn cầu | Không                |
| 2005 | Nguyễn Nga Diệp Hồng         | Không                            | Hà Nội            | Không đạt giải            | Không                |
| 2011 | Phan Thị Hương Giang         | Á hoàng Trang sức Việt Nam 2009  | Quảng Ninh        | Top 15                    | Hoa hậu Truyền thông |
| 2015 | Lâm Thùy Anh (Hoàng Thị Lắm) | Không                            | Hà Nội            | Á hoàng 4                 | Không                |
| 2016 | Nguyễn Thị Ngọc Duyên        | Giải Đồng Siêu mẫu Việt Nam 2015 | Bà Rịa – Vũng Tàu | Nữ hoàng Sắc đẹp Toàn cầu | Không                |
| 2017 | Hoàng Thu Thảo               | Á khôi Du lịch Việt Nam 2015     | Hải Phòng         | Nữ hoàng Sắc đẹp Toàn cầu | Hoa hậu Truyền thông |